# Астраханцев, Павел Алексеевич
Па́вел Алексе́евич Астраха́нцев (15 декабря 1913 или 14 декабря 1913, Сюга-Какси, Вятская губерния — 20 мая 1958, Можгинский район, Удмуртская АССР) — наводчик 22-го армейского истребительно-противотанкового артиллерийского полка (69-й армия, 1-й Белорусский фронт), сержант.

## Биография
Родился 15 декабря 1913 года в крестьянской семье в деревне Сюга-Какси Малмыжского уезда Вятской губернии (ныне — в Можгинском районе Удмуртии). Окончил 3 класса школы. С 1931 года работал в колхозе, до этого был единоличником, работал в собственном хозяйстве.
В 1935 году был призван в Красную армию, прошёл обучение и получил воинскую специальность наводчика орудия. В 1937 году по окончании службы вернулся в свою деревню.
Снова был призван Можгинским райвоенкоматом в Красную армию в августе 1941 года. На фронтах Великой Отечественной войны — с октября 1941 года. Воевал на ряде фронтов. Участник Курской битвы, освобождал Белгород и Харьков, левобережную Украину. В боях 69-я армия, в которой воевал Астраханцев, менее чем за месяц продвинулась почти на глубину 200 км, вышли в район Кременчуга.
С 30 сентября 1943 года армия находилась в резерве Ставки ВГК.
Летом 1944 года 22-й истребительно-противотанковый артполк вместе с 69-й армией был переброшен на 1-й Белорусский фронт, в Волынскую область в район юго-восточнее Ковеля.
20 июля 1944 года части 69-й армии подошли к реке Западный Буг в районе населённого пункта Бережци. Передовые подразделения пехоты с ходу начали форсирование реки на подручных плавсредствах. Противник открыл по ним артиллерийский, миномётный и пулемётный огонь. Артиллеристы на восточном берегу реки выкатили своё противотанковое орудие на прямую наводку и нанесли удары по огневым точкам противника. Наводчик сержант Астраханцев, умело выбирая цели, метким огнём уничтожил вражеский дзот с пулемётным расчётом и станковый пулемёт в немецкой траншее. 5 августа 1944 года за мужество и отвагу, проявленные в боях, он был награждён орденом Славы 3-й степени (№ 123735).
В конце 1944 года 22-й артиллерийский полк сосредоточился на западном берегу Вислы, в районе города Пулавы, южнее Варшавы, где был плацдарм отвоеванный Красной армией ещё в августе. 14 января 1945 года началось наступление Красной армии с интенсивной артиллерийской подготовки, после которой в атаку пошла пехота. Двигаясь со своим расчётом в боевых порядках пехоты, Астраханцев прямой наводкой поражал огневые точки и живую силу противника. В этих боях он уничтожил станковый пулемёт, дзот с крупнокалиберным пулемётом, 23 солдата противника. 17 февраля 1945 года за мужество и отвагу, проявленные в боях, сержант Астраханцев награждён орденом Славы 2-й степени (№ 9617).
В начале апреля 1945 года сержанта Астраханцева перевели в дивизион крупнокалиберных орудий.
Во время начавшегося 16 апреля наступления на Берлин с кюстринского плацдарма на западном берегу Одера орудие Астраханцева участвовало в артподготовке, а затем поддерживало наступающую в районе Зееловских высот пехоту огнём. В бою 17 апреля за высоту в районе населённого пункта Мальнов (севернее Франкфурта) сержант Астраханцев прямой наводкой разрушил дзот, уничтожил станковый пулемёт, более 30 солдат противника, затем перенёс огонь на юго-западный склон высоты и меткими выстрелами проделал проходы, разрушив проволочные заграждения, чем способствовал наступлению стрелковых подразделений.
19 апреля в боях возле населённого пункта Карциг, при отражении контратаки противника, огнём рассеял более 100 вражеских солдат, уничтожив не менее 25 из них.
23 апреля в уличных боях в городе Фюрстенвальде его орудие подавило 4 пулемёта, противотанковую пушку, уничтожило до отделения солдат. При этом он с бойцами расчёта пленил 22 солдата противника. Командир орудийного расчёта был ранен и Астраханцев заменил его. В дальнейшем 69-я армия участвовала в ликвидации группировки противника, окружённой юго-восточнее Берлина. К концу операции она вышла к Эльбе в районе Магдебурга.
Указом Президиума Верховного Совета СССР от 31 мая 1945 года за исключительное мужество, отвагу и бесстрашие, проявленные в боях с гитлеровскими захватчиками, сержант Астраханцев Павел Алексеевич награждён орденом Славы 1-й степени (№ 531), став полным кавалером ордена Славы.
После войны Павел Астраханцев был демобилизован. Вернулся на Родину. Работал вначале кладовщиком, потом бригадиром. Избирался председателем колхоза и председателем Сунцовского сельского совета Можгинского района.
Скончался 20 мая 1958 года (по другим данным, 15 мая 1959 года). Похоронен в селе Большая Пудга Можгинского района.

## Память
- В совхозе «Можгинский» установлена мемориальная доска.
- Имя Павла Алексеевича Астраханцева носит школа в селе Большая Пудга Можгинского района.